# Tribunale della razza
Viene denominata "tribunale della razza" una Commissione, istituita con la Legge 13 luglio 1939-XVII, n. 1024 "Norme integrative del R. decreto-legge 17 novembre 1938-XVII, n. 1728, sulla difesa della razza italiana", che era nominata dal "Ministro per l'interno", per poter dichiarare "la non appartenenza alla razza ebraica anche in difformità delle risultanze degli atti dello stato civile", sottraendo dall'applicazione delle leggi razziali fasciste.
Operò dal novembre 1939 al giugno 1943.

## Antefatto
Il decreto del 17 novembre 1938 aveva inizialmente istituito presso il Ministero dell'interno alcune commissioni, tra cui quella incaricata di valutare le “speciali benemerenze”, dal cui riconoscimento - del tutto discrezionale - poteva dipendere o meno lo sconvolgimento della vita di quanti avessero fatto domanda di discriminazione (ovvero di parziale esenzione dall’applicazione della legislazione antiebraica). 
Inizialmente la commissione abilitata a concedere benemerenze eccezionali fu composta dal sottosegretario di stato Guido Buffarini Guidi, da un vice segretario del P.N.F., il giurista Vincenzo Zangara, dal capo della Milizia, generale Luigi Russo, e dal direttore della Direzione generale per la demografia e la razza, Antonio Le Pera.

### La commissione interministeriale
Otto mesi dopo, si ritenne però di costituire una commissione interministeriale, comprendente magistrati, che desse un parere per temperare la discrezionalità del ministro dell'interno nel discriminare i soggetti in astratto assoggettabili alle leggi razziali.

## Composizione
Era composta da un magistrato di grado 3°, con funzioni di presidente, da due magistrati di grado non inferiore al 5°, designati dal ministro di grazia e giustizia, e da due funzionari del Ministero dell'interno.
Era ubicata presso il dipartimento di demografia e razza (detta Demorazza) del ministero dell'Interno, ed emetteva pareri cui il ministro doveva conformarsi. Operò dal novembre 1939 al giugno 1943. Il presidente fu il giudice Gaetano Azzariti, che il 28 luglio 1943 sarà nominato dal presidente del consiglio Pietro Badoglio ministro di grazia e giustizia. Gli altri due magistrati erano Antonio Manca e Giovanni Petraccone.
Accolse 104 delle 143 domande sottoposte al riguardo. Piero Calamandrei ricordò nel suo Diario, a proposito del Tribunale della razza competente sull’arianità delle persone con atti segreti e
decisioni inappellabili: «Il prof. Redenti mi diceva il 1º marzo 1939 gli sconci che vi succedono:
più di cinquanta domande di ebrei che chiedono di dimostrare di essere figli di puttane, cioè
adulterini figli di padre ariano. E ci sono avvocati e funzionari che guadagnano fior di quattrini
su queste speculazioni».